# Lillianes
Lillianes é uma comuna italiana da região do Vale de Aosta com cerca de 473 habitantes. Estende-se por uma área de 18 km², tendo uma densidade populacional de 26 hab/km². Faz fronteira com Carema (TO), Fontainemore, Graglia (BI), Issime, Perloz, Pollone (BI), Settimo Vittone (TO), Sordevolo (BI).

## Demografia
| Variação demográfica do município entre 1861 e 2011                               |
|                                                                                   |
| Fonte: Istituto Nazionale di Statistica (ISTAT) - Elaboração gráfica da Wikipedia |